# Pfaffing (Opper-Oostenrijk)
Pfaffing is een gemeente in de Oostenrijkse deelstaat Opper-Oostenrijk, gelegen in het district Vöcklabruck. De gemeente heeft ongeveer 1400 inwoners.

## Geografie
Pfaffing heeft een oppervlakte van 13 km². De gemeente ligt in het zuidwesten van de deelstaat Opper-Oostenrijk. Het ligt ten noordoosten van de deelstaat Salzburg en ten zuiden van de grens met Duitsland.
- Gemeinsame Normdatei: 408147-X
- Virtual International Authority File: 134638411